# Хілгантуй
Хілгантуй (рос. Хилгантуй) — улус Кяхтинського району, Бурятії Росії. Входить до складу Мурочінського сільського поселення.
Населення —  161 особа (2010 рік). 